# Катя Филипова
Катя Филипова е българска поп певица.

## Биография
Родена е на 13 май 1949 година във Варна, в музикално семейство. Баща ѝ е потомък на руски емигранти-дворяни, дошли още през 1878 г. Някои от тях са били губернатори, генерали, композитори, оперни певци, хора на изкуството. Родът Телесницкий в Русия датира още от 1661 г. и се води за един от най-старите дворянски родове в Русия. През 1725 г. управляват Оренбургска област, Башкортостан, Татарстан и северен Казахстан. Участват в изграждането на гр. Лодейное поле през 1702 г. в Санкт Петербург по заповед от Петър I. През 1878 г. Александър Телесницкий участва заедно с брат си Владимир Телесницки в Руско-турската освободителна война. Владимир загива на бойното поле в Шейново, а брат му получава Регалии от руския император Александър II и става генерал на Руската армия и далекоизточния флот. Баба ѝ е австроунгарка, родена в Любляна – Херцогство Карниола, Австро-Унгария. Била е преводачка на много вестници и списания и е била полиглот – владеела е 12 езика. Дядо ѝ завършва музика в Одеса, а майка ѝ Дора Филипова – Кралската музикална академия в Букурещ. Майка ѝ е била пианистка. Баща ѝ Александър Тодоров е актьор и певец в Музикалния театър в София, а майка ѝ е пианистка. За съжаление двамата почиват млади и Катя остава сама на 23-годишна възраст. Баща ѝ завършва висшето военно училище в София и получава чин капитан в конната кавалерия при цар Борис III. Получава медал „Герой на Съветския съюз“ – първа степен лично от съветския лидер Сталин и е първият чужденец, носител на това отличие в историята на СССР. Заслугата му е, че спасява цял съветски танков полк в Унгария по време на Отечествената война.
Катя Филипова завършва Висшия икономически институт „Карл Маркс“ в София със специалност „Социология“, но е чута от Панайот Славчев и още като студентка дебютира като певица. Работи с оркестър „Метроном“ и трио „Обектив“ (1973 – 1974), става солистка на Биг бенда на БНР. Самостоятелната кариера на певицата започва именно след като печели конкурс за солист на Естрадния оркестър на Българското радио и телевизия (дн. Биг бенд). Още първото ѝ участие на международния фестивал „Златният мост“ в Западен Берлин през 1975 г. ѝ носи втора награда и предложение от концерна GMbH за 4-годишен договор за работа и разпространение на плочи. Това не се нрави на тогавашната комунистическа власт и тази възможност е осуетена. По-късно певицата споделя, че макар да смята, че е пропуснала голям шанс да стане европейска звезда, не съжалява, че е останала в родината си. Кариерата на Катя Филипова се развива повече от успешно: записва песните си на няколко езика (самата тя говори 6 – френски, английски, полски, немски, гръцки и испански), пътува непрекъснато, радва се на многобройни ангажименти и стотици почитатели. С концерти и турнета обикаля над 40 страни, а нейните награди и отличия са успехи и за България. Осъществила е концертни изяви и турнета в редица европейски страни, Куба, Германия (концерти „Парад на звездите“ в Баден-Баден, Щутгарт и др.), Швейцария, Тунис, Алжир, Мароко, Либия, Гана, Нигерия, Етиопия, Ирак и др. Има издадени малки грамофонни плочи и участие в сборни албуми в Германия, Полша, Чехия, Куба и Русия. Катя Филипова участва на няколко международни фестивала, където печели награди: „Златният мост“ (Западен Берлин '75), Касълбар (Ейре '75), I награда на фестивала в Сопот, Полша (1976), II награда от Шлагерфестивала в Дрезден, ГДР (1977), I награда от „Песни за морето, Бургас и неговите трудови хора“ (1981); „Песни за морето“ (Рощок, ГДР, 1982). С песни на един от любимите си композитори Тончо Русев озвучава филмите на режисьора Павел Павлов „Язовецът“ (1981) и „Есенно слънце“ (1982). Дискографията на Катя Филипова включва 5 малки и 4 дългосвирещи плочи, както и две компилации, издадени на аудиокасета и два компактдиска, събрали най-доброто от репертоара ѝ. През 1974 г. „Балкантон“ издава първия албум на Катя Филипова – малка плоча с две преводни песни от чужди автори, които не стават хитове: „Пролетта пристига“ (б. т. М. Спасов, ар. Н. Куюмджиев) и „Няма тъжен край“ (б. т. Д. Керелезов, ар. Н. Куюмджиев). Следват още 4 малки плочи с по 2 песни, записани в периода 1975 – 1977 г., но и те не стават хитове. През 1977 г. „Балкантон“ издава първата дългосвиреща плоча на певицата, озаглавена „Катя Филипова“ – кат. № ВТА 2083, като всички песни в нея са в съпровод на „ФСБ“, но тя не бележи голям успех, като все пак съдържа един хит – „Чай за двама“ (м. и ар. М. Ваклинов, т. З. Петров). През 1979 г. идва най-големият успех на Катя Филипова с най-популярната песен от репертоара ѝ „Незабрава“ по музика на Тончо Русев, текст на Калин Донков и аранжимент на Константин Цеков, която озаглавява втората ѝ дългосвиреща плоча през 1980 г. За песента „Незабрава“ певицата споделя: „Приготвях се да правя нов албум и моят продуцент Мишо Ваклинов помоли Тончо Русев да напише една песен за мен. В първия момент „Незабрава“ ми се стори странна, не знаех как ще я приемат хората с това „налей ми вино“. Тогава нямаше такива песни за вино, както сега. После се установи, че изборът ми е бил много добър. Тази песен промени съдбата ми. Хората ме свързват винаги с нея, независимо, че имам и други хубави песни, но изглежда, че тя е моето лице. Изпях я с много голяма любов, от сърце и душа“. В края на 1980-те години Катя Филипова работи с Динамит брас бенд в скандинавските държави. Освен „Незабрава“, други известни хитове от репертоара на Катя Филипова са „Бялата птица“, „Сбогом, мое море“, „Добри познати“, „Добър вечер, Едит Пиаф“, „Точно навреме идваш“, „Чай за двама“, „Един от нас“, „Филмов сюжет“ и „Благодаря ти, Господи“.
Катя Филипова има брак с известния барабанист Крум Калъчев, който умира през 2022 г. Нямат деца.
Умира на 13 май 2012 г. от заболяване, точно на 63-тия си рожден ден.
Музика за нея са писали Атанас Косев, Зорница Попова, Тончо Русев, Чеслав Ниемен, Найден Андреев и много други.

## Дискография
| Година | Албум                     | Вид  | Издател         | Каталожен номер       |
| ------ | ------------------------- | ---- | --------------- | --------------------- |
| 1974   | „Катя Филипова“           | SP   | Балкантон       | ВТК 3097              |
| 1975   | „Катя Филипова“           | SP   | Балкантон       | ВТК 3232              |
| 1976   | „Катя Филипова“           | SP   | Балкантон       | ВТК 3275              |
| 1976   | „Катя Филипова“           | SP   | Балкантон       | ВТК 3333              |
| 1977   | „Катя Филипова“           | SP   | Балкантон       | ВТК 3372              |
| 1977   | „Катя Филипова“           | LP   | Балкантон       | ВТА 2083              |
| 1980   | „Незабрава“               | LP   | Балкантон       | ВТА 10595             |
| 1985   | „Добри познати“           | LP   | Балкантон       | ВТА 11474             |
| 1989   | „Добър вечер, Едит Пиаф“  | LP   | Балкантон       | ВТА 12376             |
| 1996   | „Незабрава. Бялата птица“ | MC   | Балкантон       | ВТМС 7678             |
| 2008   | „Незабрава. Най-доброто“  | 2 CD | Sunrise Marinov | МК № 52992/25.01.2008 |

## Филмография
- 1966 – „Началото на една ваканция“ – Добрина
- 1982 – „Есенно слънце“ (тв) – Ленчето, сервитьорка